# 김소희 (태권도 선수)
김소희(1994년 1월 29일~ )는 대한민국의 태권도 선수이다.
2011년, 2013년 세계 선수권대회에서 우승을 차지하였으며, 2016년 리우 올림픽 여자 -49kg급 결승에서 세르비아의 티야나 보그다노비치를 7-6으로 꺾고 금메달을 획득했다.

## 학력
- 신백초등학교 졸업
- 제천동중학교 졸업
- 서울체육고등학교 졸업
- 한국체육대학교 체육학과 학사

## 같이 보기
- 올림픽 태권도 메달리스트 목록